# Celé Česko čte dětem

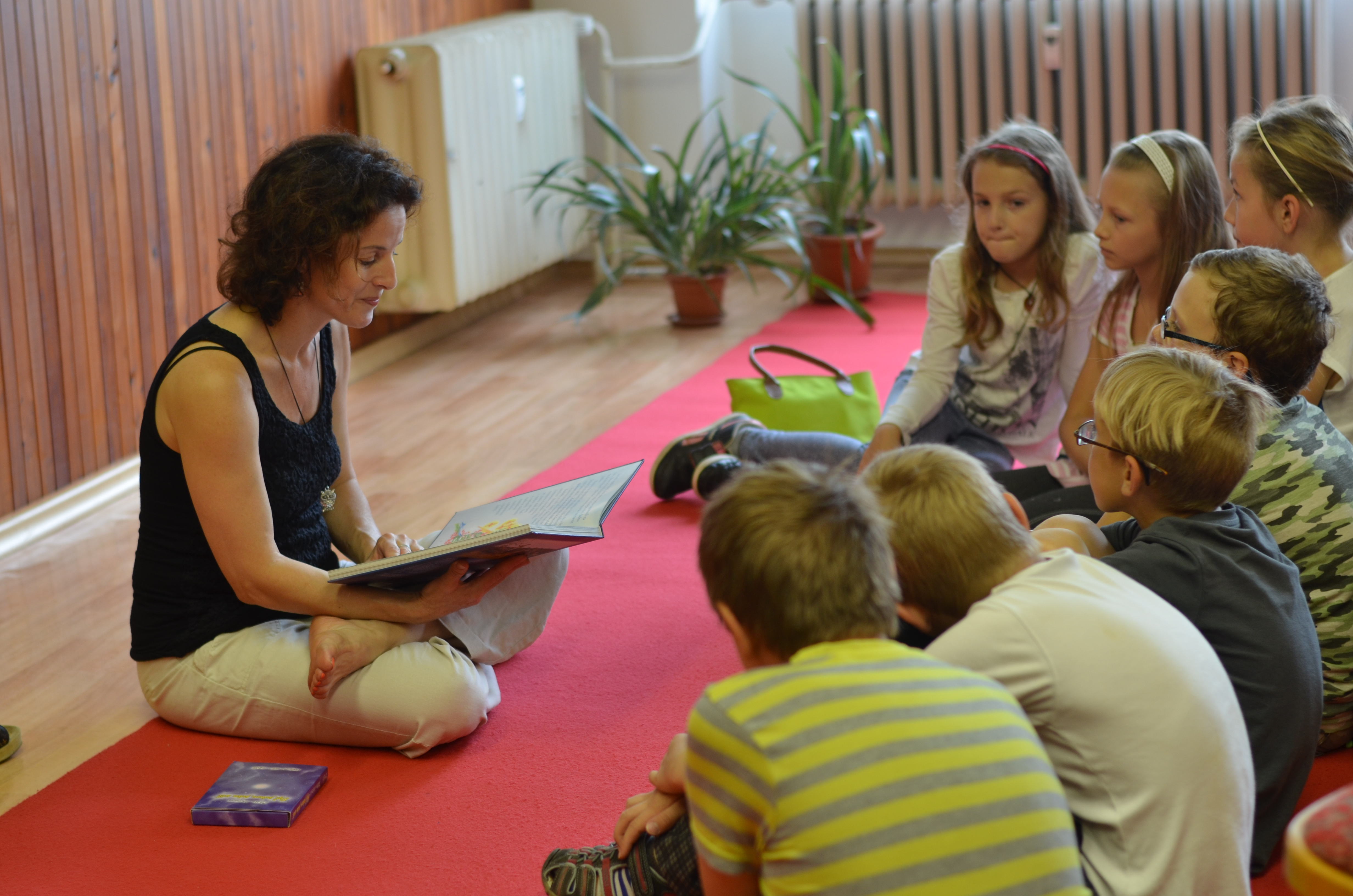
Herečka Petra Jungmanová na akci Celé Česko čte dětem v Adamově

Celé Česko čte dětem je projekt, který v České republice realizuje obecně prospěšná společnost stejného názvu. Cílem projektu je podpora čtenářské gramotnosti dětí a mládeže, propagace hodnotné literatury a budování rodinných vazeb prostřednictvím čtení.[zdroj?]
Do kampaně Celé Česko čte dětem se zapojují nejen rodiče, ale i mateřské a základní školy, knihovny, dětská oddělení nemocnic a další dobrovolníci. Akci podporují různé osobnosti.[zdroj?]
Logo Celé Česko čte dětem vytvořila česká malířka a výtvarnice Emma Srncová.[zdroj?]
Osobní záštitu nad kampaní nesl Václav Havel. V roce 2015 převzal záštitu kardinál Dominik Duka.[zdroj?]

## Historie
Kampaň Celé Česko čte dětem vznikla v roce 2006 z iniciativy Evy Katrušákové. Původní ideová inspirace přišla ze zahraničí: manželka polského velvyslance v USA Irena Koźmińska přivezla ze Spojených států amerických poznatky Jima Trelease, amerického guru[zdroj?] předčítání, a v roce 2001 doma zahájila kampaň s názvem Cała Polska czyta dzieciom (česky Celé Polsko čte dětem). Trelease ve své publikaci rodiče přímo vybízí: „Bez ohledu na to, kolik máš práce, je tou nejdůležitější věcí, kterou kromě projevů lásky a objímání můžeš učinit pro budoucnost svého dítěte, také každodenní hlasité čtení a omezení televize.“[zdroj?]

## Návazné projekty
Neziskovka Celé Česko čte dětem pořádá i další akce:[zdroj?]
- Čteme v nemocnicích – dobrovolníci navštěvují dětská oddělení v nemocnicích, kde čtou malým pacientům knihy a zpříjemňují jim tak pobyt v těchto zařízeních.

- Knihy pro dětská oddělení a ordinace – Celé Česko čte dětem spolupracuje s nakladatelstvími a dárci za účelem vybavení knihoven dětskou literaturou v nemocnicích a v ordinacích dětských lékařů.

- Moje první kniha – projekt oslovuje starosty měst a obcí, aby v rámci vítání občánků darovali těm nejmenším dětskou knihu.

- Známé osobnosti podporují Celé Česko čte dětem – v různých městech a obcích České republiky probíhají akce, při kterých známé osobnosti čtou dětem.

- Týden čtení dětem – týden čtení dětem probíhá každoročně od 1. do 7. června po celé České republice. Slavnostní ukončení probíhá vždy v Ostravě.

- Babička a dědeček do školky – senioři docházejí do mateřských škol a čtou dětem pohádky. Do domácího předčítání jsou pak vtaženi i rodiče předškoláků. Hlavními cíli projektu jsou zavedení pravidelného předčítání dětem do rodin, budování čtenářské gramotnosti již od předškolního věku dítěte, zapojení seniorů do aktivní populace a učení dětí úctě ke starší generaci.

## Ocenění
Projekt byl oceněn následujícími cenami:
- 2008 – Cena za propagaci myšlenek čtení dětem – cena Nadace Cała Polska czyta dzieciom[zdroj?]
- 2010 – Cena za přínos knižní kultuře – Nadace Český literární fond[zdroj?]
- 2017 – Neziskovka roku